# Klaus Peter Schellhaas

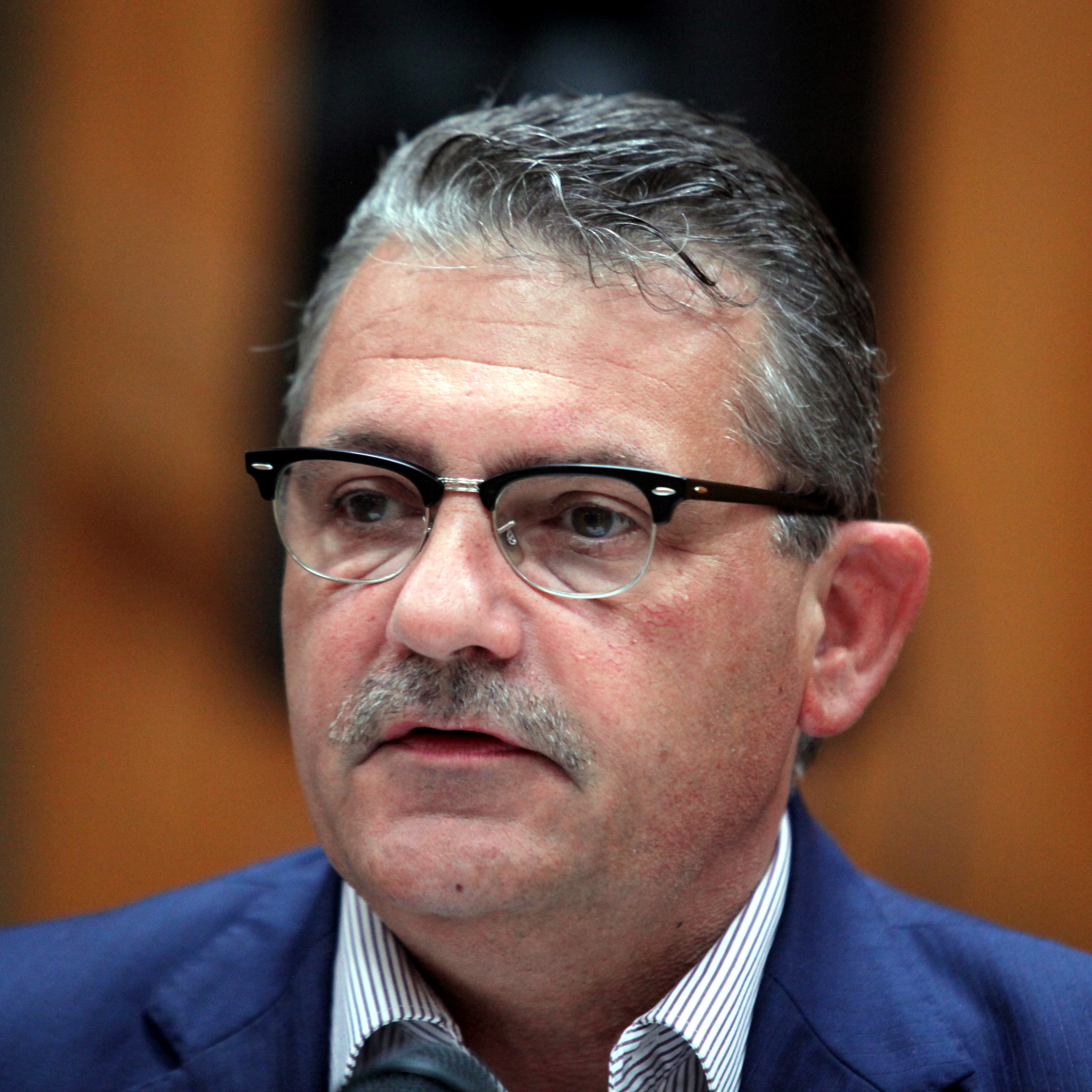
Klaus Peter Schellhaas im Mai 2017

Klaus Peter Schellhaas (* 16. September 1960 in Darmstadt) ist ein deutscher Kommunalpolitiker der SPD Hessen. Er war vom Jahre 2000 bis ins Jahr 2006 Bürgermeister der Gemeinde Modautal. Seit dem Jahr 2009 ist er Nachfolger von Alfred Jakoubek als Landrat im Landkreis Darmstadt-Dieburg.

## Lebenslauf
1979 machte Schellhaas sein Abitur an der Bertolt-Brecht-Schule in Darmstadt. Anschließend verpflichtete er sich für zwei Jahre als Soldat auf Zeit bei der Bundeswehr. Stationiert war er in Elberfeld. Als Reserveoffizier verließ er die Bundeswehr und studierte ab 1981 an der Fachhochschule Darmstadt das Fach Sozialpädagogik. Diesen Studiengang schloss er 1984 als Diplom-Sozialpädagoge ab. In der Abteilung Erziehungshilfe beim Magistrat der Stadt Frankfurt am Main war er anschließend für drei Jahre angestellt. Schellhaas wechselte zum Landgericht Frankfurt am Main in die Bewährungshilfe. Bis zu seiner Wahl zum Bürgermeister der Gemeinde Modautal war er dort tätig. Als Bürgermeister amtierte Schellhaas bis 2006, 2007 wechselte er als Erster Kreisbeigeordneter zum Landkreis Darmstadt-Dieburg. Bei der Landratswahl am 26. April 2009 wurde er zum Nachfolger von Alfred Jakoubek als Landrat gewählt. Am 19. April 2015 wurde Schellhaas als Landrat mit 65,1 Prozent der Stimmen wiedergewählt. Seine zweite Amtszeit begann am 1. Oktober 2015 und endet am 30. September 2021. Am 30. Mai 2021 wurde Klaus Peter Schellhaas mit 70,1 Prozent der Stimmen für weitere sechs Jahre zum Landrat gewählt. Seine dritte Amtszeit begann am 1. Oktober 2021.
Schellhaas ist Vater einer Tochter.